# Morphosis
Morphosis je druhé sólové album českého hudebníka Borise Carloffa, vydané v říjnu roku 2014. Album vznikalo na Islandu a jeho producentem byl místní hudebník Barði Jóhannsson. Dále na albu hráli bubeník Doug Yowell, violoncellistka Terezie Kovalová a klavírista Honza Andr. Mezi dalšími hudebníky, kteří se na albu podíleli, patří například zpěvačka Kata Mogensen, která se podílela na písni „I've Been Thinking of You“. Křest nahrávky proběhl dne 17. října 2014 v klubu La Loca v Praze.

## Seznam skladeb
Autorem všech skladeb je Boris Carloff.
| Pořadí | Název                                | Délka |
| ------ | ------------------------------------ | ----- |
| 1.     | I'm an Island and People Are the Sea | 3:53  |
| 2.     | Days Go By                           | 3:58  |
| 3.     | Cos You Know                         | 4:01  |
| 4.     | Cave                                 | 3:04  |
| 5.     | No Matter                            | 4:11  |
| 6.     | Intermezzo                           | 1:21  |
| 7.     | All the Things at Last               | 3:37  |
| 8.     | I've Been Thinking of You            | 3:42  |
| 9.     | Too Soon, Too Close                  | 3:27  |
| 10.    | Last Runner                          | 4:09  |